# Fégréac

Fégréac este o comună în departamentul Loire-Atlantique, Franța. În 2009 avea o populație de 2,229 de locuitori.